# Курзенков, Александр Георгиевич

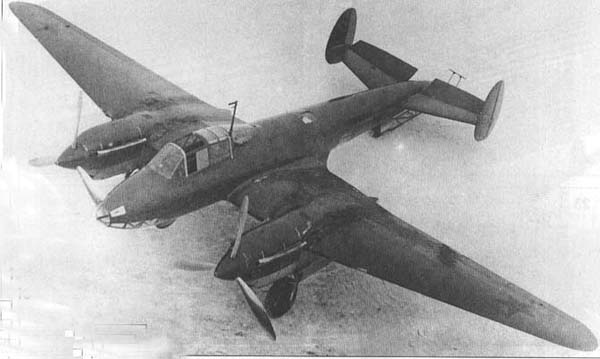
Пикирующий бомбардировщик Пе-2.

Алекса́ндр Гео́ргиевич Курзенко́в (1920—1945) — советский лётчик разведывательной авиации Военно-воздушных сил Краснознамённого Балтийского флота во время Великой Отечественной войны, Герой Советского Союза (22.01.1943). Капитан (4.01.1944).

## Биография
Родился 12 сентября 1920 года в рабочем посёлке Зима (с 1922 года и ныне — город) Иркутская область в семье рабочего-текстильщика. В раннем возрасте переехал с родителями на их родину — в Наро-Фоминск (Московская область). Русский. Младший брат Героя Советского Союза Сергея Курзенкова, их младший брат Николай (род. в 1925 г.) также стал военно-морским лётчиком и в конце Великой Отечественной войны служил в ВВС Черноморского флота. Хотя отец был рабочим из Московской губернии, семья в начале XX века после 1906 года уехала в Сибирь на волне переселенчества. Однако после Гражданской войны в 1922 году Курзенковы вернулись на родину в деревню Таширово Наро-Фоминского уезда Московской губернии.
Окончил 7 классов в 1935 году, школу ФЗУ в Москве, аэроклуб. Работал токарем инструментального цеха на Московском автомобильном заводе.
В ВМФ СССР с октября 1939 года. В августе 1941 года окончил Военно-морское авиационное училище имени Сталина в Ейске. Участник Великой Отечественной войны с июня 1941 года. С августа 1941 года служил пилотом в 3-м учебном резервном авиационном полку ВВС Черноморского флота, с сентября 1941 года — пилотом 1-го запасного авиаполка ВВС ВМФ. В августе 1941 года привлекался для участия в боевых вылетах на бомбардировку главной румынской военно-морской базы Констанца на бомбардировщике СБ, из одного вылета привёл повреждённый зенитным огнём самолёт на свою территорию и посадил в поле «на брюхо» под Одессой (в наградных листах А. Г. Курзенкова эти полёты не упоминались).
Освоив новый самолёт Пе-2, в январе 1942 года сержант А. Курзенков вернулся на фронт и зачислен пилотом в 73-й бомбардировочный авиационный полк ВВС Балтийского флота. Начал совершать бомбардировочные вылеты, но поскольку на полк ещё были возложены и задачи воздушной разведки, его привлекли и к разведывательным полётам, в которых он проявил себя мастером разведки. В ноябре 1942 года Курзенкова перевели пилотом в 26-ю отдельную разведывательную авиационную эскадрилью ВВС КБФ (в ней в первой половине 1943 года он получил первичное офицерское звание младшего лейтенанта), которая в марте 1943 года в полном составе была включена в 15-й отдельный морской разведывательный авиационный полк ВВС ВМФ. В этом полку Александр Курзенков воевал до мая 1945 года, сначала командиром звена, с ноября 1943 — заместителем командира эскадрильи, с апреля 1945 года — вновь командиром звена.
Член ВКП(б) с 1943 года.
Командир звена 44-й эскадрильи 15-го разведывательного авиаполка (ВВС Краснознамённого Балтийского флота) лейтенант Курзенков А. Г. к сентябрю 1943 года на пикирующем бомбардировщике «Пе-2» совершил 203 боевых вылета, из которых 147 на дальнюю разведку военно-морских баз и кораблей в Финском заливе и на Ладожском озере (20 вылетов), 12 на дальнюю разведку сухопутных объектов, 26 на аэрофотосъемку переднего края обороны и расположения артиллерийских батарей противника на Ленинградском фронте, 18 на бомбардировку кораблей и других объектов врага. Доставил огромное количество точных разведданных, на основании которых авиация флота нанесла бомбовыми и торпедными ударами большой урон врагу. Участвовал в 13 воздушных боях. Повредил сторожевой корабль и канонерскую лодку, вывел из строя артиллерийскую и миномётную батареи, разрушил завод в Кексгольме.
Указом Президиума Верховного Совета СССР «О присвоении звания Героя Советского Союза офицерскому составу Военно-Морского флота» от 22 января 1944 года за «образцовое выполнение боевых заданий командования на фронте борьбы с немецкими захватчиками и проявленные при этом отвагу и геройство» удостоен звания Героя Советского Союза с вручением ордена Ленина и медали «Золотая Звезда».
8 мая 1945 года на самолёте «Як-9» капитан А. Курзенков не вернулся с боевого задания из района латвийского города Лиепая по разведке немецких кораблей в Балтийском море. Его задачей было прикрывать самолёт-разведчик Пе-2 Героя Советского Союза капитана А. И. Грачева и штурмана Г. И. Давиденко. Известно, что «Пе-2» столкнулся над морем с большой группой немецких истребителей Focke-Wulf Fw 190 Würger, вылетевших с аэродромов Курляндии в город Фленсбург для сдачи в плен англичанам и обер-лейтенант Герхард Тхибен сбил его. Вероятно, другие немецкие лётчики сбили и прикрывавший разведчика «Як-9» капитана А. Г. Курзенкова. Этот последний день войны стал трагическим для 15-го рап ВВС КБФ, который лишился сразу трёх Героев Советского Союза.
К моменту гибели на счету аса воздушной разведки было свыше 250 боевых вылетов.

## Награды
- Герой Советского Союза (22.01.1944)
- орден Ленина (22.01.1944)
- четыре ордена Красного Знамени (13.10.1942; 27.01.1943; 15.07.1943; 28.12.1944)
- медаль «За оборону Ленинграда» (1943)

## Память
- В посёлке Чкаловске (в составе города Калининград) на Аллее Героев-разведчиков ВВС Балтийского флота установлен бюст.
- Именем Братьев Курзенковых названа улица в Наро-Фоминске[7].
- На доме № 25 по Автозаводской улице Москвы в память о Курзенкове А. Г. установлена мемориальная доска.
- Увековечен в городе Лиепая на «Мемориале Лётчикам-балтийцам» на Центральном кладбище.
- В апреле 1977 года Совет министров Латвийской ССР постановил присвоить техническому училищу № 7 (позднее переименовано в ГПТУ-33) города Лиепая имя Героя Советского Союза А. Г. Курзенкова. Существует ли училище в настоящее время и сохранено ли имя Героя в его наименовании, не известно.
- В городе Зима Иркутской области названа улица в память о Курзенкове А. Г.